# Sami Lahssaini
Sami Lahssaini (Liegi, 18 settembre 1998) è un calciatore belga, centrocampista del RAAL La Louvière.

## Carriera
Cresciuto nel settore giovanile del Seraing, debutta in prima squadra il 2 settembre 2017, disputando l'incontro di campionato perso per 0-2 contro il Geel. Realizza la sua prima rete con la squadra e contestualmente in campionato il 20 gennaio 2018, nell'incontro vinto per 2-3 contro il Deinze. Nel gennaio 2019 viene acquistato dal Metz, che lo lascia al Seraing fino al termine della stagione. Rientrato al Metz, trascorre una stagione con la squadra riserve, prima di essere ceduto l'anno successivo al Seraing con la formula del prestito.

## Statistiche

### Presenze e reti nei club
Statistiche aggiornate al 13 ottobre 2023.
| Stagione        | Squadra         | Campionato      | Campionato | Campionato | Coppe nazionali | Coppe nazionali | Coppe nazionali | Coppe continentali | Coppe continentali | Coppe continentali | Altre coppe | Altre coppe | Altre coppe | Totale | Totale |
| Stagione        | Squadra         | Comp            | Pres       | Reti       | Comp            | Pres            | Reti            | Comp               | Pres               | Reti               | Comp        | Pres        | Reti        | Pres   | Reti   |
| --------------- | --------------- | --------------- | ---------- | ---------- | --------------- | --------------- | --------------- | ------------------ | ------------------ | ------------------ | ----------- | ----------- | ----------- | ------ | ------ |
| 2017-2018       | Seraing         | D3              | 28         | 1          | CB              | 0               | 0               |                    | -                  | -                  |             | -           | -           | 28     | 1      |
| 2018-2019       | Seraing         | D3              | 27         | 0          | CB              | 0               | 0               |                    | -                  | -                  |             | -           | -           | 27     | 0      |
| 2019-2020       | Metz 2          | N3              | 8          | 0          |                 | -               | -               |                    | -                  | -                  |             | -           | -           | 8      | 0      |
| 2020-2021       | Seraing         | D2              | 21+2       | 1+0        | CB              | 2               | 0               |                    | -                  | -                  |             | -           | -           | 25     | 1      |
| 2021-2022       | Seraing         | D1              | 15         | 0          | CB              | 2               | 0               |                    | -                  | -                  |             | -           | -           | 17     | 0      |
| 2022-2023       | Seraing         | D1              | 22         | 0          | CB              | 1               | 0               |                    | -                  | -                  |             | -           | -           | 23     | 0      |
| Totale Seraing  | Totale Seraing  | Totale Seraing  | 113+2      | 2+0        |                 | 5               | 0               |                    | -                  | -                  |             | -           | -           | 120    | 2      |
| Totale carriera | Totale carriera | Totale carriera | 123        | 2          |                 | 5               | 0               |                    | -                  | -                  |             | -           | -           | 128    | 2      |